# Nancy Greene
Nancy Greene, OC, OBC (* 11. Mai 1943 in Ottawa) ist eine ehemalige kanadische Skirennläuferin und Politikerin (Konservative Partei). Sie gehörte Ende der 1960er Jahre zu den weltweit erfolgreichsten Athletinnen. Nach ihrem Rücktritt war sie als Trainerin tätig und war am Aufbau einer Wintersportstation beteiligt. Von 2009 bis 2018 gehörte sie dem kanadischen Senat als Vertreterin von British Columbia an.

## Biografie

### Sportkarriere
Bei den Olympischen Spielen 1968 in Grenoble wurde sie Olympiasiegerin im Riesenslalom. Die „Tigerin“, wie sie aufgrund ihres aggressiven Fahrstils damals genannt wurde, gewann dabei mit einem Vorsprung von 2,64 Sekunden auf die Französin Annie Famose; dies ist der größte Vorsprung, der jemals bei einem Olympia- oder Weltmeisterschaftsrennen gemessen wurde. Im Slalom gewann sie hinter Marielle Goitschel die Silbermedaille. Neben den olympischen Medaillen gewann sie in Grenoble auch den Titel einer Weltmeisterin in der Kombination. Im selben Jahr wurde sie von der Internationalen Vereinigung der Ski-Journalisten (AIJS) mit dem Skieur d’Or ausgezeichnet.
Greene wurde im Jahr 1967 die erste Gesamtweltcupsiegerin überhaupt und gewann dazu noch den Riesenslalom-Weltcup. Die Entscheidung in der Gesamtwertung fiel im letzten Rennen (dem Slalom in Jackson Hole am 26. März), wobei sie um 0,07 Sekunden schneller war als ihre Kontrahentin Marielle Goitschel; letztlich lag sie vier Punkte vorne. Beide Erfolge konnte sie im darauf folgenden Jahr wiederholen. Insgesamt gewann sie 14 Weltcuprennen (3 Abfahrten, 8 Riesenslaloms und 3 Slaloms), darunter drei Siege bei den SDS-Rennen in Grindelwald und zwei Siege beim Staufenpokal in Oberstaufen. Vor Einführung des Weltcups hatte sie unter anderem 1966 den Slalom der Silberkrugrennen in Bad Gastein gewonnen. Darüber hinaus wurde sie sechsmal kanadische Landesmeisterin und gewann dreimal bei den Meisterschaften der USA.

### Weitere Tätigkeiten
Nach ihrem Rücktritt trat Greene – wie schon zuvor Jean-Claude Killy – in die Dienste von General Motors. Wie es hieß, erwartete man bei „GM“ von Greenes Tätigkeit, dass sie „das Interesse der sportbegeisterten Jugend im besonderen Maß auf die sportlich ausgestatteten Modelle des Konzerns lenken werde. Das sportlich-jugendliche Aussehen von Nancy Greene und die sportliche Note der Modelle bilden in diesem Bestreben eine harmonische Ergänzung“.
In weiterer Folge war Greene bis 1973 Trainerin der kanadischen Skinationalmannschaft. Zusammen mit ihrem Mann war die Mutter von Zwillingen maßgeblich am Aufbau der Wintersportstation Whistler-Blackcomb in der Nähe von Vancouver beteiligt. Sie förderte viele Jahre den sportlichen Nachwuchs; die Nancy Greene Ski League ist eine bedeutende Rennserie für junge kanadische Nachwuchsfahrer. Für ihre Verdienste erhielt Greene den Order of Canada, die höchste Auszeichnung ihres Landes für Zivilpersonen. In den Monashee Mountains sind der Nancy Greene Provincial Park und der Nancy Greene Lake nach ihr benannt. 1999 wurde sie zur kanadischen Sportlerin des Jahrhunderts gewählt.
Seit 2005 ist Greene Kanzlerin der Thompson Rivers University in Kamloops. Im Dezember 2008 ernannte Premierminister Stephen Harper sie zur Senatorin; im Parlament in Ottawa gehörte sie bis zu ihrem Rücktritt im Jahr 2018 der Fraktion der Konservativen Partei an. Bei der Eröffnungsfeier der Olympischen Winterspiele 2010 von Vancouver gehörte Greene gemeinsam mit Wayne Gretzky, Catriona LeMay Doan und Steve Nash zu den Schlussläufern des olympischen Fackellaufs und entzündete das olympische Feuer im BC Place Stadium gemeinsam mit Gretzky und Nash.

## Erfolge

### Olympische Spiele
- Grenoble 1968: 1. Riesenslalom, 2. Slalom, 10. Abfahrt

### Weltmeisterschaften
- Chamonix 1962: 5. Abfahrt
- Portillo 1966: 4. Riesenslalom, 7. Slalom
- Grenoble 1968: 1. Riesenslalom, 1. Kombination, 2. Slalom, 10. Abfahrt

### Weltcupwertungen
Nancy Greene gewann in den Saisonen 1967 und 1968 den Gesamtweltcup sowie die Disziplinenwertung im Riesenslalom.
| Saison | Gesamt | Gesamt | Abfahrt | Abfahrt | Riesenslalom | Riesenslalom | Slalom | Slalom |
| Saison | Platz  | Punkte | Platz   | Punkte  | Platz        | Punkte       | Platz  | Punkte |
| ------ | ------ | ------ | ------- | ------- | ------------ | ------------ | ------ | ------ |
| 1967   | 1.     | 176    | 6.      | 36      | 1.           | 75           | 3.     | 65     |
| 1968   | 1.     | 191    | 4.      | 51      | 1.           | 75           | 4.     | 65     |

### Weltcupsiege
| Datum            | Ort          | Land        | Disziplin    |
| ---------------- | ------------ | ----------- | ------------ |
| 7. Januar 1967   | Oberstaufen  | Deutschland | Slalom       |
| 8. Januar 1967   | Oberstaufen  | Deutschland | Riesenslalom |
| 11. Januar 1967  | Grindelwald  | Schweiz     | Riesenslalom |
| 13. Januar 1967  | Grindelwald  | Schweiz     | Abfahrt      |
| 19. März 1967    | Vail         | USA         | Riesenslalom |
| 26. März 1967    | Jackson Hole | USA         | Slalom       |
| 26. März 1967    | Jackson Hole | USA         | Riesenslalom |
| 10. Januar 1968  | Grindelwald  | Schweiz     | Riesenslalom |
| 15. Februar 1968 | Grenoble *   | Frankreich  | Riesenslalom |
| 23. Februar 1968 | Chamonix     | Frankreich  | Abfahrt      |
| 15. März 1968    | Aspen        | USA         | Abfahrt      |
| 16. März 1968    | Aspen        | USA         | Slalom       |
| 17. März 1968    | Aspen        | USA         | Riesenslalom |
| 31. März 1968    | Rossland     | Kanada      | Riesenslalom |

* 1968 zählten die Ergebnisse der olympischen Rennen auch für den Weltcup

### Arlberg-Kandahar
Nebst dem Sieg in der zum Weltcup zählenden Abfahrt auch Slalom- und Kombi-Sieg 1968 in Chamonix.

### Kanadische Meisterschaften
Greene gewann 18 Mal einen kanadischen Meistertitel, so oft wie keine andere Athletin.
- Abfahrt: 1963, 1965, 1966
- Riesenslalom: 1962, 1964, 1965, 1967, 1968
- Slalom: 1963, 1964, 1965, 1967, 1968
- Kombination: 1963, 1965, 1966, 1967, 1968

## Auszeichnungen
- 1967: Order of Canada
- 1968: Skieur d’Or
- 1969: Aufnahme in die U.S. Ski Hall of Fame
- 1999: Kanadische Sportlerin des Jahrhunderts

## Werke
- Nancy Greene, Jack Batten: Nancy Greene: An Autobiography. Pagurian Press, Toronto 1968, LCCN 78-393661.
- Nancy Greene, Al Raine: Alpine Skiing. Prentice-Hall of Canada, Scarborough 1975, ISBN 0-13-022798-6.